# Néstor Marconi

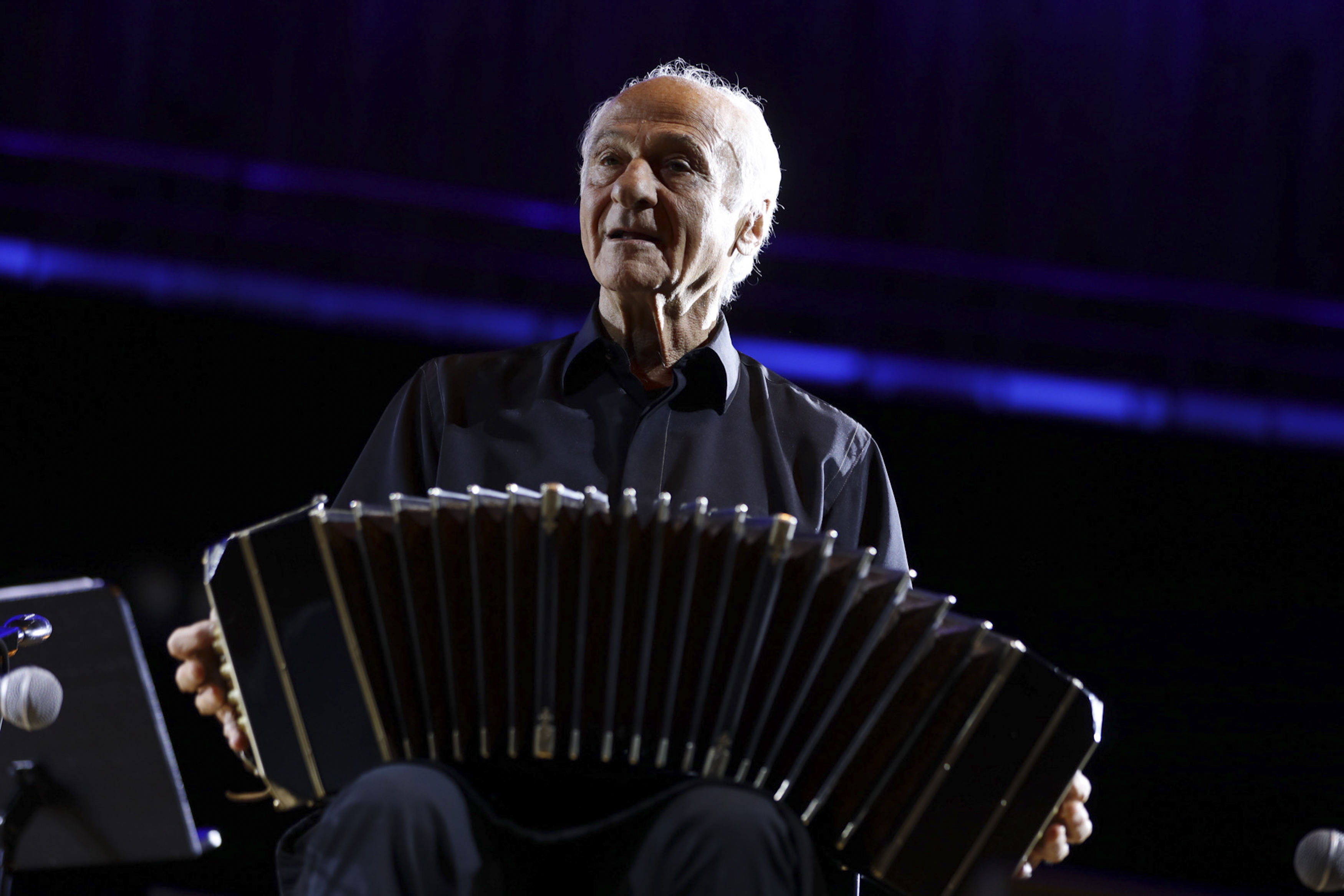
Néstor Marconi, 2022

Néstor Eude Marconi (* 15. Juni 1942 in Álvarez/Santa Fe) ist ein argentinischer Bandoneonist, Arrangeur und Komponist.

## Leben und Wirken
Marconi debütierte als Tangomusiker sechzehnjährig mit einem Orchester bei Radio LT3 in Rosario und wurde dort Mitglied des Los cuatro señores del tango (mit Clemente Vega, Francisco Tejedor und Nito Deniel). Zwei Jahre später unternahm er eine Konzertreise mit dem Orchester von José Basso und ging danach mit seiner Familie nach Buenos Aires.
Er trat dort mit Osvaldo Manzi und Lito Scarso auf und schrieb die Musik für ein Ballett von Juan Carlos Copes, mit dem er eine Tournee durch Mittelamerika unternahm. 1970 wurde er Mitglied des Sextetts von Enrique Francini und gründete das Vanguatrío mit Héctor Console und Horacio Valente. Im Caño 14 trat er mit den Orchestern von Héctor Stamponi, José Basso und Atilio Stampone dem Begleitorchester von Roberto Goyeneche auf.
1973 unternahm er mit dem Orchester von Enrique Francini und Armando Pontier eine Konzertreise durch Japan. Mit einem eigenen Quartett mit Rubén Ruiz, Oscar Palermo und Fernando Romano trat er 1979 in Schweden auf. In den 1980er Jahren war er Musiker im Café Homero, wo er Auftritte mit Musikern wie den Pianisten Osvaldo Tarantino und Orlando Trípodi, dem Bassisten Angel Ridolfi und den Sängern Goyeneche und Rubén Juárez hatte 1988 gründete er ein Oktett, dem u. a. Orlando Trípodi, Reynaldo Nichele, Daniel Binelli, Mauricio Marcelli sowie die Sänger Nelly Vázquez und Roberto Goyeneche angehörten.
Als Sideman wirkte er an einigen Aufnahmen Astor Piazzollas mit, dessen Musik er auch in Cross-Over-Aufnahmen mit Gidon Kremer, Daniel Barenboim, Yo-Yo Ma und Charles Dutoit einspielte. Mit Marcelo Álvarez nahm er ein Album mit Liedern von Carlos Gardel auf. Er leitet ein eigenes Tangotrio mit dem Pianisten Leonardo Marconi und dem Bassisten Oscar Giunto. Außerdem ist er Mitglied des Nuevo Quinteto Real von Horacio Salgán. Er komponierte zwei Suiten für Streichorchester, die vom Orquesta de Cámara de Rosario unter Leitung seines ehemaligen Lehrers Luis Milici aufgeführt wurden.